# Hudiksvalls ABK
Hudiksvalls ABK var en idrottsförening (främst fotboll) från Hudiksvall i Gävleborgs län 1931-2011, ursprungligen Hudiksvalls Arbetares Bollklubb men 1935 namnändrad till Hudiksvalls Allmänna Bollklubb.

## Fotboll

### Historien i punktform
- 1931: Föreningen bildades den 18 maj på Café Runan under namnet Hudiksvalls Arbetares Bollklubb. 19 personer ansökte om medlemskap. Som klubbens förste ordförande utsågs Emil Berg.
- 1935: Klubben bytte namn till Hudiksvalls Allmänna Bollklubb efter påtryckningar från Håstaholmens ledning.
- 1962: Herrfotbollen växte sig stark detta år och ABK tog steget upp i division IV. Detta för första säsongen på Glysisvallen för ABK, dessförinnan hade arenan varit Hudiksvalls IF och Strands IF förbehållen.[3]
- 1967: ABK avancerade till division III.
- 1970: ABK blev distriktsmästare för första gången.
- 1972: Folke Månström fick Silverbollen som Hälsinglands bäste fotbollsspelare.
- 1974: ABK vann sin division III-serie men förlorar den avgörande kvalmatchen mot IFK Luleå på neutral plan i Örnsköldsvik.
- 1975: ABK vann ånyo sin division III-serie och avancerar till division II efter att ha besegrat Enköpings SK i den avgörande kvalmatchen på neutral plan i Hofors.
- 1976: Den första säsongen i Division II, den näst högsta serienivån, slutar ABK på nionde plats. I seriepremiären besegras Sundsvallsgymnasterna med 4-0.[3]
- 1977: ABK slutar på fjärde plats i division II Norra och är därmed Norrlands tredje bästa lag (efter IFK Sundsvall i Allsvenskan och andraplacerade Sandvikens IF).
- 1978: ABK slutar på nionde plats i division II norra.
- 1979: Ånyo slutar laget på nionde plats i div. II.
- 1980: Laget degraderas efter att ha slutat sist i division II norra.
- 1986: Serieomläggning och ABK flyttades upp till nya division II (tredjedivisionen) säsongen 1987.
- 1988–89: Lars Lagerbäck skötte tränarsysslan i ABK.
- 1991: ABK vinner sin vårserie men missar division I efter att ha slutat tvåa i Kvalettan på sämre målskillnad än Gefle IF. Laget får en andra chans till uppflyttning medelst kvalspel men är chanslöst i första kvalomgången mot Kungsbacka BI.
- 1994-99: ABK spelade ömsom i division II Norrland och i division II Östra Svealand.
- 1999: Laget degraderades till division III.
- 2005: ABK vann division III Södra Norrland och tog återigen steget upp till division III.
- 2007: Konstgräsplanen, som sedan en tid varit efterlängtad, var färdig i oktober.
- 2008: ABK spelar i division II Norra Svealand (division II är nu fjärde högsta serienivå) men slutar sist och degraderas till division III Södra Norrland nästkommande säsong.
- 2009: ABK vann division III Södra Norrland och tog återigen steget upp till division II. Laget slutar på åttonde plats i division II Norra Svealand.

### Bekanta spelare i ABK-dressen
- Leif Styrman
- Janne Olsson
- Fredrik Sundfors (1989-1992, 2010)
- Tomas Brolin (1998)
- Kalle Ljungberg

### Hudiksvalls FF
År 2011 ingicks ett samarbete mellan ABK, Högs SK, Näsvikens IK och Strands IF, till vilket 2012 Bjuråkers GIF, Enångers IK, Forsa IF och BK Vismarå anslöt sig. Samarbetet gavs namnet Hudiksvalls Förenade Fotboll. Hudiksvalls ABK överlät sin plats i seriesystemet åt den nya föreningen och upplöstes därmed.

## Övriga idrotter
Under delar av sin existens utövade ABK skidor, handboll men framförallt boxning, där klubben rönte framgångar. År 1989 lades dock boxningssektionen ned.

## Se vidare
- Se vidare, Hudiksvalls FF.